# 挽那站
挽那站（音素換寫：S̄t̄hānī bāngnā，皇家轉寫：Sathani Bang Na，泰語發音：[sā.tʰǎː.nīː bāːŋ nāː]）為泰國曼谷BTS素坤逸線的其中一座車站，位於挽那縣素坤逸路，站碼為E13，於2011年8月12日開始營運。

## 車站構造
|         |                                                                                     |                                                                               |
|         | 側式月台，左側開門                                                                  |                                                                               |
| U3 月台 | 1號月台                                                                             | BTS 往北欖房屋管理局（北寧）                                                  |
| U3 月台 | 2號月台                                                                             | BTS 往叻拋五岔路口（烏氹素）                                                  |
| U3 月台 | 側式月台，左側開門                                                                  |                                                                               |
| U2 大堂 | 大堂                                                                                | 售票機、詢問處、商場、往曼谷國際貿易展覽中心天橋及Bhiraj Tower at BITEC、出口 |
| G 地面  |                                                                                     |                                                                               |
| -       | 素坤逸路、曼那－達叻公路 巴士站、曼谷海岸、曼那郵局、泰國氣象局、曼那海軍高爾夫球場 |                                                                               |

## 鄰近地點
- 氣象部（Meteorological Department）；
- 暹羅國家災害預警中心（ศูนย์เตือนภัยพิบัติแห่งชาติ）。

## 外部連結
- 曼谷集體運輸系統（架空電車）的官方網站